# Bistum Bergamo
Das Bistum Bergamo (lateinisch: Dioecesis Bergomensis, italienisch: Diocesi di Bergamo) ist eine Diözese der römisch-katholischen Kirche um die italienische Stadt Bergamo. Sie untersteht der Erzdiözese Mailand und umfasst 489 Pfarreien. Das Gebiet der Diözese erstreckt sich weitgehend über die Provinz Bergamo. Das Bistum entstand im 4. Jahrhundert. Schutzpatron der Diözese ist Alexander von Bergamo, der um 297 das Martyrium erlitt.

## Weblinks

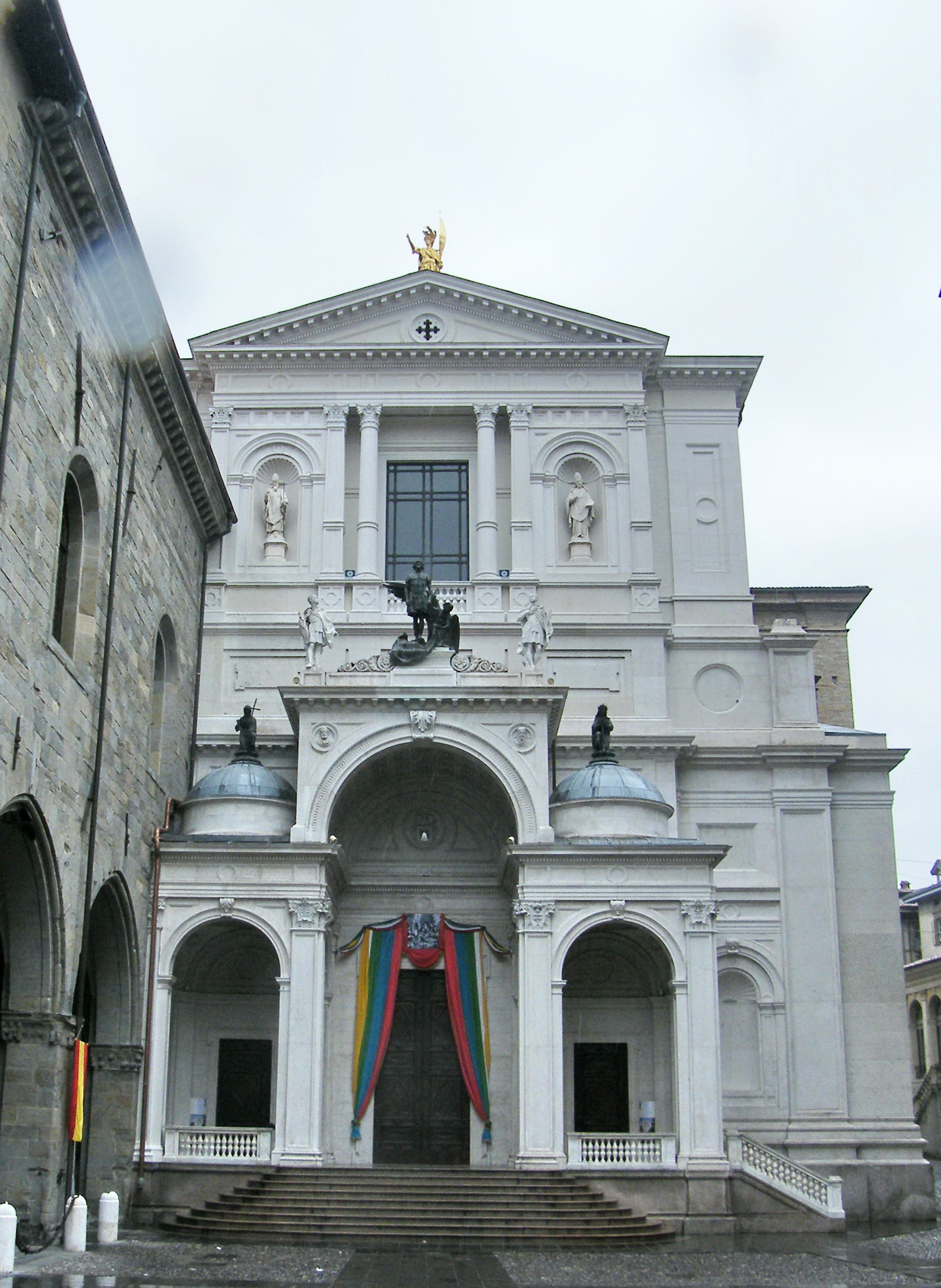
Dom zu Bergamo